# Piazza al Serchio
Piazza al Serchio es una localidad italiana de la provincia de Lucca, región de Toscana, con 2.501 habitantes.

Ubicación de la ciudad de Piazza al Serchio dentro de la provincia de Lucca.

## Evolución demográfica
| Gráfica de evolución demográfica de Piazza al Serchio entre 1861 y 2001 |
|                                                                         |
| Fuente ISTAT - Elaboración gráfica por parte de Wikipedia               |